# 鹰爪花
鹰爪花（学名：Artabotrys hexapetalus）亦称莺爪，为番荔枝科鹰爪花属的植物。

## 形态
攀缘灌木，高3-4米。长圆形或宽披针形叶子；夏季开芳香的绿色或淡黄色花，一或二朵生在木质钩状的总花梗上，花瓣两轮，外轮比内轮大；卵形果，数个集生于花托上。

## 分布
分布于柬埔寨、印度尼西亚、越南、菲律宾、斯里兰卡、台湾岛、泰国、马来西亚、印度以及中国大陆的福建、浙江、云南、江西、广东、广西等地，生长于海拔300米至1,500米的地区。

## 别名
莺爪（草木典）；鹰爪（中国植物学杂志）；鹰爪兰（广东琼海、高要）；五爪兰（福建）

## 异名
- Artabotrys hexapetalus (L. f.) Bhandari var. lipoensis Lan

## 外部連結
- 鷹爪花, Yingzhaohua 藥用植物圖像數據庫 (香港浸會大學中醫藥學院) （繁體中文）（英文）